# اولگا سوسنوفسکا
اولگا سوسنوفسکا (انگلیسی: Olga Sosnovska؛ زادهٔ ۲۱ مهٔ ۱۹۷۲) یک هنرپیشه اهل ایالات متحده آمریکا است.
از فیلم‌ها یا برنامه‌های تلویزیونی که وی در آن نقش داشته است می‌توان به مأموران مخفی اشاره کرد.